# Modřín opadavý

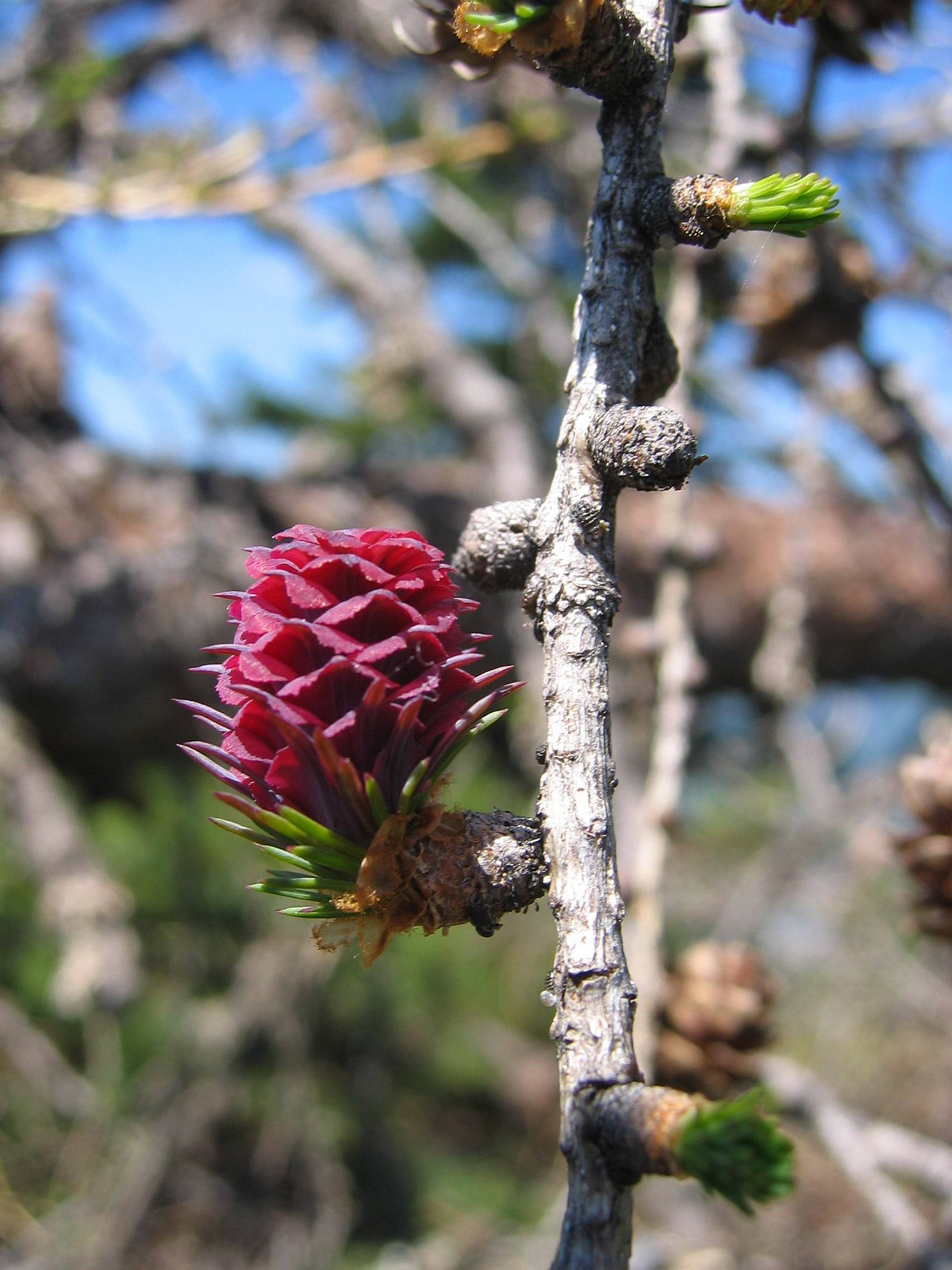
Samičí šištice

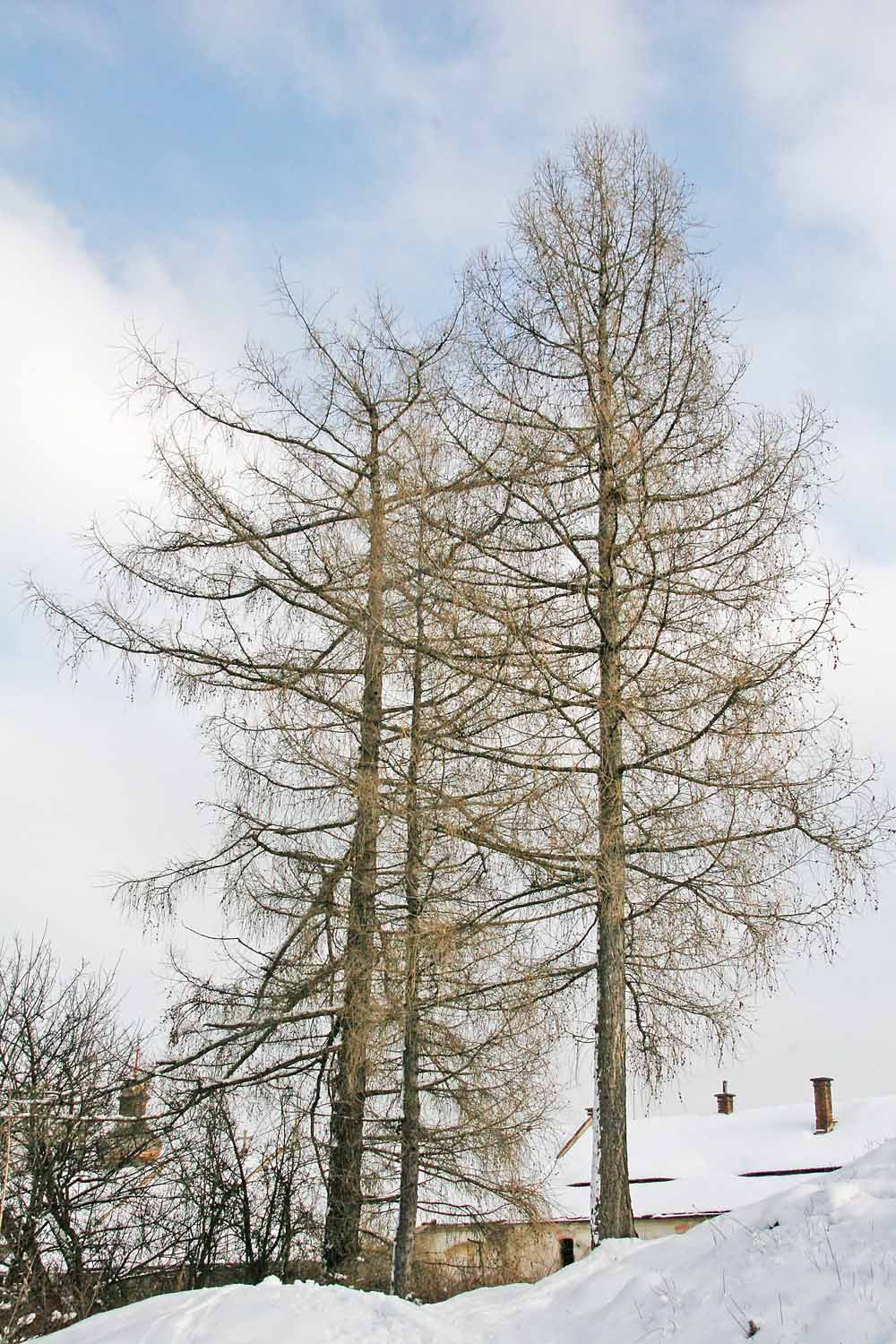
Zimní habitus modřínů

Modřín opadavý (Larix decidua), též uváděný jako modřín evropský, je statný jehličnatý strom z čeledi borovicovitých.

## Alternativní názvy
- modřín evropský
- Pinus larix
- Abies larix

## Rozšíření
Jeho přirozený areál zahrnuje pohoří střední Evropy – Alpy a Karpaty a jejich předhůří. Izolovaná populace se nachází v severním Polsku. Jeho přirozený výskyt na území České republiky je ze západu ohraničen Hrubým Jeseníkem, ovšem v současné době se zde jeho přirozené porosty nevyskytují. Vyskytují se zde však záměrně pěstované vyšlechtěné produkční či okrasné odrůdy.

## Rozdělení
Klimaticky je lesníky tento modřín dělen na 4 typy (v pojetí P. Svobody):
- Alpský modřín
- Karpatský modřín
- Polský modřín
- Sudetský (slezský či jesenický) modřín.[4]

## Stanoviště a ekologie
Jeho přirozeným prostředím jsou světlé a roztroušené horské lesy. Významně světlomilná dřevina, nesnášející v dospělosti ani boční zástin. Dobře snáší kontinentálnější ráz klimatu (zimní mrazy i letní horka).

## Vzhled
Mladý stromek vyrůstá z kulovitého hlavního kořene, který posléze zakrní a je nahrazen větvenými postranními kořeny. Z rovného, 20–50 metrů vysokého kmenu vyrůstají nepravidelně postranní větve vytvářející řídkou, kuželovitou korunu. Borka je hrubá, rozpraskaná, zvenčí šedavá, na řezu hnědočervená. Jehlice jsou měkké, světle zelené a vyrůstají ve svazečcích na zkrácených kolcových větévkách (brachyblastech), na zimu opadávají (viz české druhové jméno). Kvete od dubna do června. Samčí šištice jsou kulovité a sírově žluté, samičí karmínově červené. Drobné vejčitě kulovité nerozpadavé šišky dozrávají na podzim.

## Využití a význam
Jde o horský světlomilný strom, často se pěstuje v parcích. Jeho dřevo je značně ceněno, je měkké, ale tvrdší než dřevo našich běžnějších jehličnanů (s výjimkou tisu). Je středně těžké, poměrně pružné a trvanlivé. Má úzkou nažloutlou běl a výrazné červenohnědé jádro. Dřevo se používá k výrobě nábytku, obkladům stěn či jako stavební dříví. Dříve se z něj též vyráběly bedny a kola. Vysoce ceněna je i pryskyřice modřínu, nazývaná benátský terpentýn.

## Památné stromy
- Modřín u Petrovic – nejmohutnější modřín opadavý v Česku
- Modřín v Horní Oboře
- Modřín v Josefově Dole – druhý nejmohutnější modřín opadavý v Česku
- Modřínová alej u Šindelové
- Polžický modřín
- Troják u Habrůvky – nejvyšší památný modřín opadavý v Česku (47 m)[6]